# 徐皓阳
徐皓阳（1999年1月15日—）是一名中国足球运动员，现效力於上海申花。

## 俱乐部生涯
徐皓阳于2018年3月加入中国超级联赛球队上海申花青年隊，当时申花购买了根宝足球基地的U19球队。  他于2018年暑假晋升为一线队。  在2018年9月22日，他在申花客場2-1客场击败大连一方比賽中在第89分鐘替補孙世林，首次代表申花隊在中超比賽中登場 。 